# Göran Therborn
Göran Therborn (Kalmar, Suécia, 23 de setembro de 1941) é um sociólogo, professor na Universidade de Cambridge e um dos expoentes do marxismo analítico. Tem vasta produção bibliográfica, versando sobre temas como a estrutura do Estado, a ideologia e a desigualdade social e econômica.

## Publicações selecionadas
Algumas obras de Göran Therborn:
- En ny vänster (1966)
- Science, Class and Society (1974)
- Vad gör den härskande klassen när den härskar? (1978)
- Maktens ideologi och ideologins makt (1980)
- Nationernas ofärd (1985)
- Europa, det moderna: Samhällen i öst och väst, nord och syd 1945–2000 (1995)
- Between Sex and Power: Family in the World 1900–2000 (2004)
- From Marxism to Post-Marxism? (2008)
- The World: A Beginner's Guide (2011).
- The Killing Fields of Inequality (2013)

### Livros de Göran Therborn em português
- Sexo e poder [3]
- Do marxismo ao pós-marxismo? [4]
- O Mundo - um guia para principiantes [5]
- O desafio social-democrata [6]